# Berberis microcarpa
Berberis microcarpa är en berberisväxtart som beskrevs av Warcz.. Berberis microcarpa ingår i släktet berberisar, och familjen berberisväxter. Inga underarter finns listade i Catalogue of Life.